# Дадзайфу (учреждение)
Дадзайфу (яп. 大宰府, だざいふ, «правительство великого управляющего») — региональное административное учреждение в системе рицурё древней Японии VII—XI веков, руководившее делами 9-ти провинций острова Кюсю, островами Ики и Цусима, а также отвечавшее за приём иностранных послов из Восточной Азии и заведовавшее прибрежной охраной западных регионов страны.

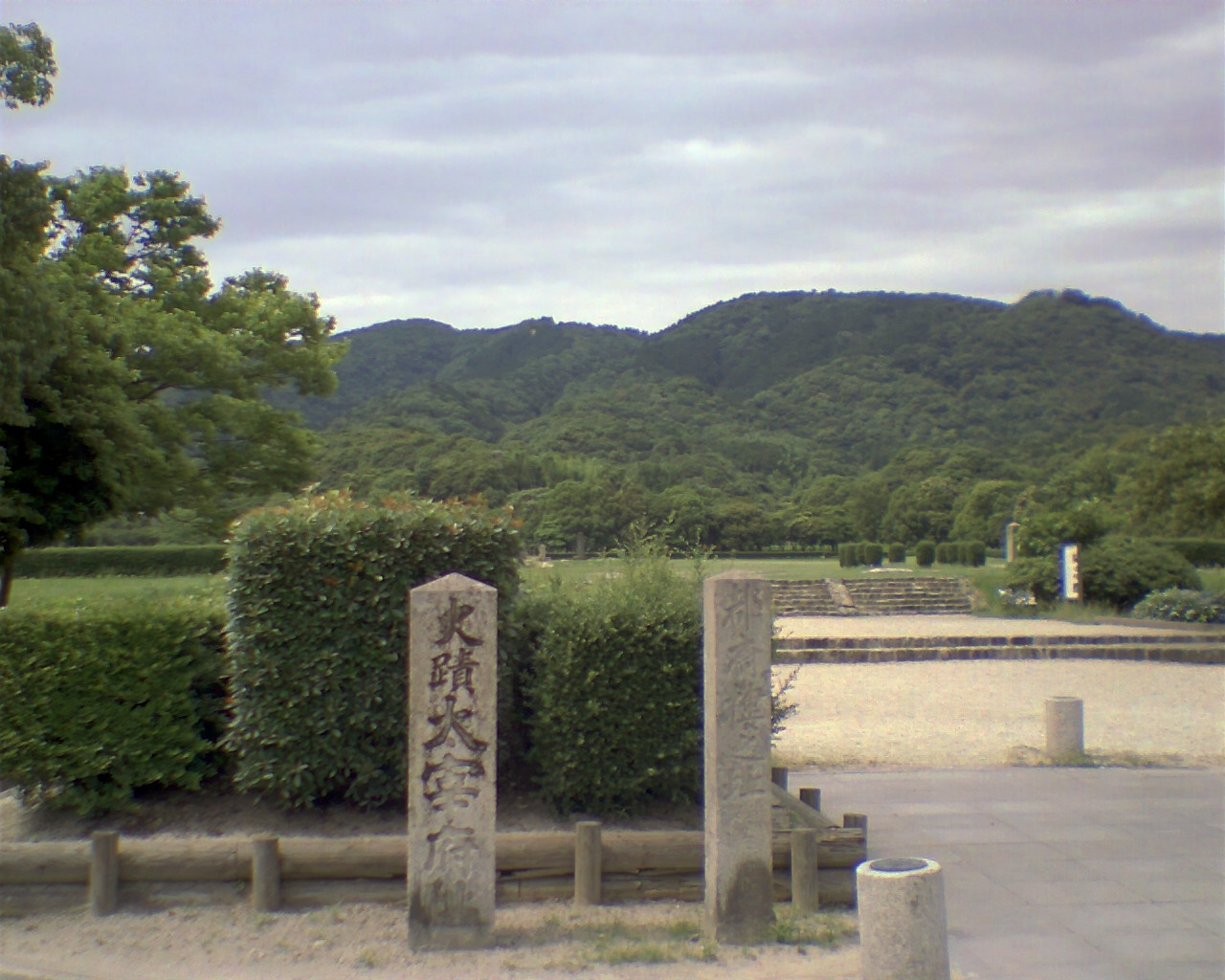
Руины дадзайфу (Дадзайфу, Фукуока)

Располагалось на севере острова Кюсю в провинции Тикудзэн, на территории современного города Дадзайфу префектуры Фукуока.
Руководителем дадзайфу был чиновник 4-го ранга, который назывался «проводником» (яп. 帥, соти). Обрядовыми делами администрации заведовал «священник» (яп. 主神, кандзукаса). С X века на должность руководителя дадзайфу назначали исключительно детей императора мужского пола.
В XI веке, одновременно с упадком системы рицурё и централизованной власти Императора, дадзайфу перестало играть роль руководящего ведомства острова Кюсю.